# Liên hoan phim hài quốc tế L'Alpe d'Huez
Liên hoan phim hài quốc tế Alpe d'Huez, được thành lập vào năm 1997, là một liên hoan phim dành riêng cho điện ảnh hài. Lễ hội diễn ra hàng năm tại Alpe d'Huez trong tuần thứ ba của tháng một và cung cấp một chương trình vào cửa miễn phí và miễn phí bao gồm nhiều buổi chiếu phim ngắn và phim truyện. Các buổi chiếu diễn ra cả ngày trong các hội trường của Palais des Sports và Đại hội Alpe d'Huez. Lễ hội nhằm chọn lựa ra các bộ phim có tính cạnh tranh hàng đầu, đồng thời tại đây cũng chiếu các bản trailer và preview của phim mới trước toàn quốc.